# Павуколов малий
Павуколов малий (Arachnothera longirostra) — вид горобцеподібних птахів родини нектаркових (Nectariniidae). Мешкає в Південній і Південно-Східній Азії. Виділяють низку підвидів.

## Опис
Довжина птаха становить 14 см. Виду не притаманний статевий диморфізм. Верхня частина тіла оливково-зелена, нижня частина тіла жовта, горло і груди білуваті. Дзьоб довгий, вигнутий, зверху чорний, а знизу сірий, у самців повністю чорний. Лапи чорні, очі карі.

## Підвиди
Виділяють десять підвидів:
- A. l. longirostra (Latham, 1790) — Індія, Гімалаї, південно-західний Китай, західний Таїланд;
- A. l. sordida La Touche, 1921 — південний Китай, північно-східний Таїланд, північний Індокитай;
- A. l. pallida Delacour, 1932 — південно-східний Таїланд, центральний і південний Індокитай;
- A. l. cinireicollis (Vieillot, 1819) — Малайський півострів і Суматра;
- A. l. zarhina Oberholser, 1912 — острови Баньяк[en];
- A. l. niasensis van Oort, 1910 — острів Ніас;
- A. l. prillwitzi Hartert, E, 1901 — Ява і Балі[6];
- A. l. rothschildi van Oort, 1910 — північні острови Натуна[en];
- A. l. atita Oberholser, 1932 — південні острови Натуна;
- A. l. buettikoferi van Oort, 1910 — Калімантан.

Бліді і жовтобокі павуколови раніше вважадися підвидами малого павуколова.

## Поширення і екологія
Малі павуколови поширені від Індії, де мекають кілька популяцій цього виду (в Західних і Східних Гатах та на північному сході), до Яви. Вони живуть у вологих рівнинних тропічних лісах, мангрових лісах, чагарникових заростях, садах і на плантаціях. Зустрічаються на висоті до 600 м над рівнем моря. Хоча малі павуколови пристосувалися до життя в змінених людьми середовищах, в деяких місцях вони вимерли, зокрема в Сінгапурі.
Малі павуколови живляться нектаром різних видів рослин. Сезон розмноження на північному сході Індії триває з травня по серпень, на півдні з грудня по серпень. В кладці 2 яйця. Гніздо чашоподібне, розміщується під широким листом банана або подібної рослини з широким листям. Воно прикріплється до листа за допомогою павутиння.
Малі павуколови іноді стають жертвами гніздового паразитизму індокитайських зозуль і фіолетових дідриків . В зразках з Малайзії були знайдені паразити Leucocytozoon.